# Zhenyuanlong
Zhenyuanlong („Čen-jüanův drak“) byl rod „srpodrápých“ dinosaurů z čeledi Dromaeosauridae. Žil v období spodní křídy (stupeň apt), před asi 125 až 115 miliony let na území současné Číny (provincie Liao-ning).

## Rozměry
Holotyp byl téměř kompletní, jeho zachovaná délka činí 122,6 cm, kompletní kostra by pak měřila asi 165 cm. Vzhledem k tomu, že tento dinosaurus měl prokazatelně i plně vyvinutá obrysová pera, mohla jeho celková délka dosahovat asi rovných dvou metrů. Hmotnost pak podle odhadů činila asi 20 kilogramů. Podle Gregoryho S. Paula dosahoval tento druh délky 2,3 metru a hmotnosti kolem 8 kilogramů.

## Popis
Zhenyuanlong byl menším predátorem, lovícím zřejmě drobné obratlovce ve svých ekosystémech. Fosilie holotypu objevil náhodně čínský farmář, později se dostal do muzea a byl formálně popsán roku 2015. Nejbližšími příbuznými tohoto dinosaura byli zřejmě zástupci rodů Sinornithosaurus, Tianyuraptor, Daurlong a vývojově primitivní (bazální) eudromeosauři.